# 양자화 (물리학)
물리학에서 양자화(量子化, 영어: quantization)란 좁은 의미에서 거시적으로 연속적인 양을 어떤 기본 단위(양자)의 정수배로 측정하는 양으로 재해석하는 것을 뜻한다. 예를 들어, 고전적으로 연속적으로 나타내어지는 전하는 미시적으로는 기본전하의 정수배(혹은 쿼크의 경우 ⅓배)로 나타내어진다.
보다 넓은 의미에서, 양자화는 주어진 고전 이론의 측정가능량(observable)을 단순한 수가 아닌 연산자로 치환하는 것을 뜻한다. 이렇게 하면 실험적으로 측정되는 값은 그 연산자의 고윳값으로 나타내어진다. 많은 경우에 이 고윳값은 어떤 주어진 양자의 정수배의 꼴이나, 꼭 그렇지는 않다. 예를 들어, 고전역학에서 실수로 나타내는 위치와 운동량은 양자역학에서 각각 연산자로 나타낸다.

## 역사
1901년 막스 플랑크는 통계 물리의 분포 함수를 전개해 나가던 중, 실험으로 관찰되는 흑체 복사의 성질을 설명하려면 에너지의 양이 셀 수 있는 기본 단위로 이루어져야 한다는 것을 깨달았다. 즉 가장 작은 에너지의 단위가 존재하며 진동수 ν에 대해
{\displaystyle E=h\nu }
의 관계를 만족한다. 여기에서 h는 플랑크 상수이며 양자역학적인 효과의 크기를 나타내는 고유한 상수이다.
1905년에 알베르트 아인슈타인은 광전효과를 설명하는 논문 "빛의 방출과 변형에 대한 발견적 관점(On a heuristic viewpoint concerning the emission and transformation of light)"에서 전자기파를 양자화하는 제안을 했다. 이 논문에서 언급하는에너지 양자들은 나중에 "광자"로 불리게 되었다. 1913년 7월에 보어는 그의 논문 "원자와 분자의 법칙에 관하여(On the Constitution of Atoms and Molecules)" 에서 양자화를 이용하여 수소 원자의 스펙트럼 선들을 설명하였다.
앞서 나온 이론들은 성공적이였지만, 아주 현상학적이였다. 그러나 프랑스 수학자 앙리 푸앵카레가 1912년에 발표한 논문 "양자론의 측면에서(Sur la théorie des quanta)"에서 양자화가 무엇인지 처음으로 체계적이며 엄격한 정의를 내렸다.
"양자 물리학"이라는 표현은 존스턴의 현대 물리학으로 본 플랑크의 세계(Planck's Universe in Light of Modern Physics)에서 처음 사용되었다. (1931).

## 양자화의 방법
양자화에는 여러 가지 방법이 있다. 흔히 쓰는 것으로는 정준양자화(canonical quantization)와 경로적분 양자화(path-integral quantization)가 있다. 이 이외에도 기하학적 양자화 (geometric quantization), 굽타-블로일러 양자화 (Gupta-Bleuler), BRST 양자화 등이 있다.

## 정준양자화
정준양자화란 공간 좌표 변수 x와 운동량 변수 p에 다음과 같은 정준교환관계(canonical commutation relation)를 주는 것이다.
{\displaystyle [x,p]=i\hbar }
양자장론의 경우, 보존 장을 양자화할 때 장 {\displaystyle \phi }와 그에 해당하는 정준운동량장 {\displaystyle \pi }에 대해, 동시(同時) 정준교환관계를 준다.
{\displaystyle [\phi (x,t),\pi (y,t)]=i\hbar \delta (x-y)}
페르미온의 경우, 교환자 대신 반교환자를 사용한다.
{\displaystyle \{\phi (x,t),\pi (y,t)\}=i\hbar \delta (x-y)}

## 경로적분 양자화
리처드 파인먼이 도입한 경로적분을 사용한다.

## 게이지 이론의 양자화

### 굽타-블로일러 양자화
가환 양-밀스 이론 (양자전기역학)의 경우에는 단순하게 굽타-블로일러 양자화를 쓸 수 있다. 인도의 물리학자 수라지 굽타 (Suraj N. Gupta)와 독일의 물리학자 콘라트 블로일러 (Konrad Bleuler)가 고안하였다.

### 파데예프-포포프 방법
일반적으로, 게이지 이론은 그냥 양자화하려면 게이지 대칭 때문에 전파인자를 구할 수 없다. 따라서 게이지 고정을 시켜야 한다. 이를 위하여 임의로 게이지 대칭을 깨는 항을 넣을 수 있으나, 이는 그 후 삽입한 항이 고전적으로 영향을 주지 않는다는 것을 보여야 한다. 파데예프-포포프 방법(영어: Fadeev–Popov method)은 게이지를 자동적으로 고정시키는 한 방법이다. 경로적분에 함수공간 델타 함수를 넣어 게이지를 고정한 후, 그 델타를 일련의 유령장(ghost)의 경로적분의 꼴로 바꾼다. 이렇게 하여 생긴 유령장은 실제로 관측할 수 없고, 스핀과 반대가 되는 통계를 따른다. 물리학적으로, 유령장은 게이지 장의 필요없는 자유도를 상쇄한다. 따라서 결과적으로 고전적 작용에 게이지 고정항과 유령항이 더해진 양자 작용을 얻게 된다.
러시아의 물리학자 류드비크 파데예프와 빅토르 니콜라예비치 포포프(러시아어: Ви́ктор Никола́евич Попо́в)가 고안하였다.

### BRST 양자화
이탈리아의 물리학자 카를로 마리아 베키 (Carlo Maria Becchi), 프랑스의 물리학자 알랭 루에 (Alain Rouet)와 레몽 펠릭스 스토라(Raymond Félix Stora), 러시아의 물리학자 이고르 빅토로비치 튜틴(Игорь Викторович Тютин)이 고안한, 게이지 장을 양자화하는 방법.

### 바탈린-빌코비스키 양자화
바탈린-빌코비스키 양자화는 BRST 양자화를 확장한 것으로, 게이지 대칭 대수가 닫혀 있지 않아도 되는 일반적인 게이지 이론을 양자화하는 방법이다. 반(反)장 (antifield) 양자화라고 부른다. BV에서는 각 장에 반장 (antifield), 각 게이지 대칭에 유령장과 반유령장을 도입한다.

## 같이 보기
- 양자역학